# 1995年中国中央电视台春节联欢晚会
1995年中国中央电视台春节联欢晚会（简称1995年央视春晚）是中国中央电视台于1995年1月30日（农历甲戌十二月三十除夕）為慶祝猪年新年舉辦的綜藝性文藝晚會，于当晚20:00播出。由赵安担任导演，赵忠祥、倪萍、许戈辉担任主持人。

## 节目单
| 序号 | 类型                               | 节目名 | 表演者 |
| 0    | 开头报时（由贵州长寿长乐集团赞助） | 开头报时（由贵州长寿长乐集团赞助） | 贵州长寿长乐集团祝全国人民长寿长乐 |
| 1    | 开场歌舞                           | 《吉祥红灯舞》 | 黑龙江省歌舞剧院舞蹈团、兰州军区战斗歌舞团、北京军区战友歌舞团、湖北省宜昌市歌舞团、蓝天幼儿艺术团 |
| 2    | 歌舞                               | 《你想看什么》 | 陶金、谢津 |
| 3    | 歌舞                               | 《大年夜》 | 山西省歌舞剧院黄河少年艺术团、方明、张帆、卢崧、苏青 |
| 4    | 歌曲                               | 《万事如意》 | 张也 |
| 5    | 小品                               | 《找焦点》 | 黄宏、杨蕾 |
| 6    | 歌组合                             | ①《火火的歌谣》 ②《梦在他乡》③《今儿个高兴》 | 林依轮 毛宁 解晓东 |
| 7    | 小品                               | 《如此包装》 | 赵丽蓉、巩汉林、孟薇等 |
| 8    | 舞蹈                               | 《醉鼓》 | 黄豆豆、兰州军区战斗歌舞团、黑龙江省歌舞剧院舞蹈团 |
| 9    | 歌组合                             | ①《轻轻地告诉你》 ②《江南柳》 ③《辣妹子》 | 杨钰莹 甘苹 宋祖英 |
| 10   | 歌曲                               | 《当我们年轻时》 | 郑咏、幺红 |
| 11   | 歌曲                               | 《斗牛士之歌》 | 袁晨野、北京蓝天幼儿艺术团 |
| 12   | 歌曲                               | 《欢乐颂》 | 杜吉刚、王蕾、王霞、雷岩 |
| 13   | 相声                               | 《谁有毛病》 | 刘俊杰、赵炎 |
| 14   | 歌曲                               | 《风中有朵雨做的云》 | 孟庭苇 |
| 15   | 小品                               | 《父亲》 | 郭达、蔡明、赵宝乐、于海伦等 |
| 16   | 歌组合                             | ①《回家》 ②《爱的港湾》 ③《骨肉情》 | 蔡国庆 张迈 阎维文 |
| 17   | 小串场                             | 《人体复印机》 | 李博成、李博良等 |
| 18   | 京剧汇唱                           | 《包龙图》迟彦春、李养元 《铡美案》选段 演唱者：李欣 康万生 杨燕毅 《赤桑镇》选段 演唱者：马名骏 《普天乐》选段 演唱者：宋昌林 邓伟 孟广禄 《打龙袍》选段 演唱者：尚长荣 | 操琴 迟彦春 司鼓：李养元 李欣 康万生 杨燕毅 马名骏 宋昌林 邓伟 孟广禄 尚长荣 |
| 19   | 相声                               | 《最差先生》 | 牛群、冯巩 |
| 20   | 歌组合                             | ①《小桃红》 ②《同桌的你》 ③《天不下雨天不刮风天上有太阳》 ⑷《牵挂你的人是我》 ⑸《笑脸》                                                                                  | 白雪 老狼 于文华、尹相杰 高林生 谢东 |
| 21   | 歌曲                               | 《中华民谣》 | 陈红、孙浩 |
| 22   | 小品                               | 《牛大叔“提乾”》 | 赵本山、范伟、张玉屏 |
| 23   | 歌曲                               | 《算盘歌》 | 江涛、张秋秋、谢若琳 |
| 24   | 歌曲                               | 《雾里看花》 | 那英 |
| 25   | 小品                               | 《有事您说话》 | 郭冬临、李文启、买红妹 |
| 26   | 舞蹈                               | 《春韵》 | 周洁、兰州军区战斗歌舞团 |
| 27   | 歌曲                               | 《遥远的朋友》 | 彭丽媛 |
| 28   | 魔术表演                           | | 付腾龙、徐秋、徐越等 |
| 29   | 歌曲                               | 《忘情水》 | 刘德华 |
| 30   | 歌曲                               | 《不朽的黄河》 | 董文华 |
| 31   | 小品                               | 《纠察》 | 孙涛、郭月 |
| 32   | 歌组合                             | 《当兵的人》 ①《什么也不说》 ②《士兵小唱》 ③《当兵的人》 | 郁钧剑 范春梅、范琳琳、刘小娜 刘斌 |
| 33   |                                    | 《金陵十二钗》 | 何英、颜恝、邱华芳、吴俊、张志红等 |
| 34   |                                    | 杂技精萃 | 成都军区战旗杂技团、天津市杂技团 |
| 35   | 歌曲                               | 《远方伴着你》 | 毛阿敏 |
| 36   | 录像                               | 歌曲《难忘今宵》 海外华人拜年 | 演唱：費翔、杨澜（纽约）、旅法华人黄河艺术团（巴黎）、姜珊（悉尼）、張明敏、奚秀蘭（香港） 拜年：杨澜、联合国秘书长加利、費翔、中国驻埃及大使馆全体人员、杨振宁、中国建筑工程总公司援助毛里塔尼亚工程队、靳羽西、張明敏、奚秀蘭 |
| 37   | 群口相声                           | 《新春乐》 | 李金斗、石富宽、常贵田、阎月明 |
| 38   | 歌曲                               | 《美丽的心愿》 | 李丹阳、罗宁娜 |
| 39   |                                    | 《过年是什么》 | 金铭、宫傲、山西歌舞剧院黄河少年艺术团 |
| 40   | 零点钟声（由浙江圣达集团赞助）     | 零点钟声（由浙江圣达集团赞助） | 浙江圣达集团祝全国人民新春快乐 |
| 41   | 舞蹈                               | 《欢聚》 | 何晓佩、黑龙江省歌舞剧院舞蹈团、兰州军区战斗歌舞团、北京军区战友歌舞团 |
| 42   | 歌曲                               | 《中国大舞台》 | 殷秀梅 |
| 43   | 小歌剧                             | 《克里木参军》选段 | 孙丽英、阿不力孜聂 |
| 44   | 舞蹈                               | 《土里巴人》 | 戴莉、陈东、湖北宜昌市歌舞剧团、兰州军区战斗歌舞团、黑龙江省歌舞剧院舞蹈团、北京军区战友歌舞团 |
| 45   | 结束曲/片尾曲                      | 《今夜难眠》（最后一曲） | 杨洪基、林萍 |

### 实际版本
以下为除夕直播当天实际的节目单（依次排序）。
- （1-13，15-28，30-38，40-43，依次排列，与公布的节目单相同）
- 《风中有朵雨做的云》
- （开头报时，由贵州长寿长乐集团冠名）
- （零点钟声，由浙江圣达集团冠名）
- 《忘情水》
- 《今夜难眠》

其间：时间流逝，直至北京时间1月30日（农历猪年正月初一）凌晨结束。

## 影响
本届春晚中的小品《如此包装》中，赵丽蓉以Rap的形式进行了表演。而歌曲《雾里看花》反映了社会上出现很多新现象，令人感觉无所适从的心理。此外，该年春晚是赵忠祥主持的回届。